# 小行星9716
小行星9716（英語：9716 Severina）是一颗围绕太阳公转的小行星。1975年10月27日，P. Wild在齐美尔瓦尔德发现了此天体。
这颗小行星的绝对星等为143.08727等。